# Edgardo Lander
Edgardo Lander (nascido em 1942)  é um sociólogo venezuelano e intelectual de esquerda. Professor emérito da Universidade Central da Venezuela e membro do Transnational Institute, é autor de vários livros e artigos de pesquisa sobre teoria da democracia, limites da industrialização e crescimento econômico, e movimentos de esquerda na América Latina.  

## Vida e carreira
Lander nasceu em Caracas. Seu pai, Luis Lander, foi um dos membros fundadores do partido Ação Democrática na Venezuela e membro do curto governo de Rómulo Gallegos . Após o golpe de estado de 1948, seu pai ficou preso por quase um ano. Após sua libertação, Luis Lander e sua família foram para o exílio e Lander passou sua infância e adolescência sucessivamente no México, Canadá, Estados Unidos e Costa Rica. A família retornou à Venezuela após a derrubada do ditador militar Marcos Pérez Jiménez em 1958. Seu pai passou a ser o chefe do Banco Obero de Venezuela (Banco dos Trabalhadores da Venezuela) durante a presidência de Rómulo Betancourt.   
Na universidade, Lander inicialmente ficou em dúvida entre estudar física ou psicologia, antes de finalmente se dedicar à sociologia.  Ele foi licenciado em sociologia pela Universidade Central da Venezuela em 1964 e seu doutorado em sociologia pela Universidade de Harvard em 1977. Sua tese de doutorado foi intitulada A teoria da marginalidade a partir de uma perspectiva marxista . 
Em seu retorno à Venezuela, Lander tornou-se professor de ciências sociais na Universidade Central da Venezuela, onde atuou como diretor da Escola de Sociologia de 1983 a 1985. Ele também foi professor visitante na London School of Economics and Political Science em 1985 e 1986. Lander foi consultor da comissão venezuelana de negociação da Área de Livre Comércio das Américas, membro do Conselho Editorial da Revista Venezuelana de Economia e Ciências Sociais e um dos organizadores do Fórum Social Mundial de 2006.    

## Política
Lander apoiou criticamente o ex-presidente venezuelano Hugo Chávez .  Em seu artigo de 2005 "Conflito social venezuelano em um contexto global", ele argumentou que a imposição de políticas neoliberais na Venezuela preparou o cenário para a eleição de Chávez em 1998.  De acordo com o The New York Times, ele "fez uma tempestade entre os chavistas" em 2006 com um artigo sugerindo que a tentativa de Chávez de construir um Partido Socialista único pode ter sido prematura à luz das memórias ainda vivas do autoritarismo que caracterizou os governos socialistas no século XX.  Lander também criticou a dependência econômica da Venezuela das exportações de petróleo . 

Em julho de 2017, Lander foi um dos signatários de uma declaração da Plataforma Ciudadana en Defensa de la Constitución (Plataforma Cidadã em Defesa da Constituição), cujos membros eram partidários de Chávez, mas eram altamente críticos de seu sucessor Nicolás Maduro .  A declaração pedia um boicote à eleição da Assembleia Constituinte venezuelana de 2017 e dizia em parte:
O presidente Maduro e outros porta-vozes do governo argumentaram que esta Assembleia Constituinte buscará a paz e o diálogo. Nada poderia estar mais longe da verdade. Com uma assembleia ilegítima e monopartidária, não existe a possibilidade de diálogo e negociação. 
Uma outra declaração foi emitida no final de janeiro de 2019, em coautoria de Lander e sete outros membros da Plataforma Ciudadana en Defensa de la Constitución . A declaração rejeitou vigorosamente as ações do governo de Maduro, mas também rejeitou a intervenção dos Estados Unidos e a criação de um "estado paralelo" com Juan Guaidó como seu autodeclarado presidente, temendo que a situação corresse o risco de uma guerra civil.   No início de fevereiro, membros do grupo, incluindo Lander e Héctor Navarro, ex-ministro do governo Chávez, se reuniram com Guaidó para discutir caminhos a seguir. 